# املیدهودها
املیدهودها (به انگلیسی: Amlidhodha) یک منطقهٔ مسکونی در هند است که در چتیسگر واقع شده‌است.

## خصوصیات
املیدهودها ۱٬۰۰۰ نفر جمعیت دارد و ۲۴۰ متر بالاتر از سطح دریا واقع شده‌است.